# Panos Cosmatos
Panos Cosmatos (nascut l'1 de febrer de 1974) és un director de cinema i guionista italocanadenc. És conegut per Beyond the Black Rainbow i Mandy.

## Vida i carrera
Cosmatos va néixer a Itàlia del cineasta grec-italià George P. Cosmatos (els crèdits del qual inclouen Rambo 2 i Cobra) i l'escultora sueca Birgitta Ljungberg-Cosmatos. La família es va traslladar a Victoria (Colúmbia Britànica), a principis dels anys 80.
De petit, Cosmatos va freqüentar una botiga de vídeos anomenada Video Attic. Durant aquests viatges, navegava per les seccions de terror i ciència-ficció mirant les portades de pel·lícules que no tenia permís per veure, en lloc d'imaginar com eren aquestes pel·lícules.
El seu primer pas en la indústria cinematogràfica va ser ser un assistent de vídeo de segona unitat per a la pel·lícula del seu pare Tombstone.
Va fer el seu primer llargmetratge, Beyond the Black Rainbow (2010), finançant-lo a través de residus de DVD de Tombstone.
El 2017, Cosmatos va dirigir la pel·lícula d'acció de terror Mandy, que va ser produïda per Legion M. És protagonitzada per Nicolas Cage, Andrea Riseborough i Linus Roache. Fou estrenada al Festival de Cinema de Sundance el 19 de gener de 2018, i va començar un llançament cinematogràfic limitat i VOD es reprodueix el 14 de setembre de 2018.
Està casat amb Andrea Cosmatos.

## Temes
El director admet que no li agraden els ideals espirituals de la new-age dels baby boomers, un tema que tracta a Beyond the Black Rainbow. També s'explora l'ús de drogues psicodèliques amb finalitats d'expansió mental, tot i que l'opinió de Cosmatos és "fosca i inquietant", una "marca de psicodèlia que s'oposa directament al nen de les flors, el viatge de pau del bolet al·lucinògen" va escriure un ressenyador descrivint un dels personatges que va ser un boomer:
| « | Miro a Arboria com una mena d'ingenu. Tenia la millor de les intencions de voler expandir la consciència humana, però crec que el seu ego es va interposar i, finalment, es va convertir en una cosa verinosa i destructiva. Perquè Arboria està intentant controlar la consciència i controlar la ment. Hi ha un moment de veritat a la pel·lícula on tot comença a desintegrar-se perquè deixa de tractar sobre la seva humanitat i es converteix en un objectiu inassolible. Aquest és l’"Arc de Sant Martí negre": intentar aconseguir algun tipus d'estat inabastable que, en última instància, és probablement destructiu.. | » |

## Filmografia
Cinema
| Any  | Títol                    | Director | Guionista   | Productor executiu |
| ---- | ------------------------ | -------- | ----------- | ------------------ |
| 2010 | Beyond the Black Rainbow | Sí       | Sí          | No                 |
| 2013 | Rewind This!             | No       | No          | Sí                 |
| 2018 | Mandy                    | Sí       | Coguionista | No                 |
| 2025 | Flesh of the Gods        | Sí       | Història    | No                 |
| TBA  | Nekrokosm                | Sí       | Història    | No                 |

Televisió
| Any  | Títol                                       | Director | Guionista   | Notes                  |
| ---- | ------------------------------------------- | -------- | ----------- | ---------------------- |
| 2022 | Guillermo del Toro's Cabinet of Curiosities | Sí       | Coguionista | Episodi: "The Viewing" |